# Великоростівська волость
Великоростівська (Медівська) волость — адміністративно-територіальна одиниця Липовецького повіту Київської губернії з центром у селі Велика Ростівка. Наприкінці ХІХ ст. волосний центр переведений у село Медівка, волость перейменовано на Медівську.
Станом на 1886 рік складалася з 5 поселень, 5 сільських громад. Населення — 4661 особа (2355 чоловічої статі та 2306 — жіночої), 615 дворових господарства.
|                     | Площа, десятин | У тому числі орної, дес. |
| ------------------- | -------------- | ------------------------ |
| Сільських громад    | 3944           | 3623                     |
| Приватної власності | 5384           | 4174                     |
| Іншої власності     | 179            | 148                      |
| Загалом             | 9507           | 7945                     |

Поселення волості:
- Велика Ростівка — колишнє власницьке село при річці Рось за 22 верст від повітового міста, 1343 особи, 182 двори, православна церква, школа.
- Мала Ростівка — колишнє власницьке село при річці Рось, 484 особи, 61 двір, православна церква, школа, постоялий будинок, водяний млин.
- Медівка — колишнє власницьке село при річці Рось, 1000 осіб, 140 дворів, православна церква, школа, постоялий будинок, 2 водяних млини.
- Мервин — колишнє власницьке село, 801 особа, 104 двори, православна церква, школа, постоялий будинок.
- Сологубівка — колишнє власницьке містечко при річці Рось, 788 осіб, 127 дворів, православна церква, каплиця, школа, 2 постоялих будинки.